# Калайджієво
Калайджі́єво (болг. Калайджиево) — село в Кирджалійській області Болгарії. Входить до складу общини Крумовград.

## Населення
За даними перепису населення 2011 року у селі проживали 8 осіб.
Розподіл населення за віком у 2011 році:
Динаміка населення: